# Verkehr in Nigeria
Durch die Lage im Zentrum Afrikas spielt der Verkehr in Nigeria im nationalen Dienstleistungssektor eine große Rolle. Die Regierung unter Präsident Muhammadu Buhari hat nach 2015 Verbesserungen an der nigerianischen Infrastruktur veranlasst. Umfangreiche Straßenreparaturen und Neubaumaßnahmen wurden nach und nach durchgeführt, da insbesondere die Bundesstaaten ihren Anteil an den erhöhten staatlichen Zuweisungen ausgeben.

## Volkswirtschaftliche Bedeutung
Nach Angaben des National Bureau of Statistics (NBS) wurde der Transport- und Lagersektor im Jahr 2020 mit 2,6 Billionen Naira (6,9 Mrd. US-Dollar) zu aktuellen Basispreisen bewertet, gegenüber 3 Billionen NGN (8 Mrd. USD) im Jahr 2019. Dies schlug sich in einem geringeren Beitrag zum BIP nieder, der im vierten Quartal 2020 bei 1,8 % lag, gegenüber 2,1 % im gleichen Zeitraum des Vorjahres, aber höher als die 0,8 % im dritten Quartal 2020.

## Verkehrspolitik

### Zielsetzung
Eine der größten Herausforderungen für den Sektor besteht darin, den Bedürfnissen sowohl der großen Küstenstädte als auch der ländlichen Gemeinden im Landesinneren gerecht zu werden, um das wirtschaftliche Potenzial des Landes voll auszuschöpfen.
Obwohl die Verkehrsnetze in der Vergangenheit unterfinanziert waren, räumt die Regierung ihrem Ausbau Priorität ein, da eine bessere Anbindung der Schlüssel zur Förderung des Wachstums in Nicht-Öl-Sektoren wie der verarbeitenden Industrie und der Landwirtschaft ist. Dies soll dem Land helfen, seine Einkommensquellen weg vom Öl zu diversifizieren und ländliche und unterversorgte Gemeinden an die Handelszentren anzubinden. Außerdem sollen die geplanten innerstädtischen Nahverkehrsprojekte die Lebensqualität der 102,8 Millionen Stadtbewohner Nigerias verbessern.

### Instrumente der Verkehrspolitik
Die Verkehrstätigkeit in Nigeria wird vom Bundesverkehrsministerium beaufsichtigt, zu dem spezielle Einrichtungen wie
- die Nigerian Airspace Management Agency,
- die Nigerian Ports Authority (NPA),
- die Nigerian Railway Corporation (NRC),
- die Nigerian Civil Aviation Authority,
- der Nigerian Shippers' Council und
- die Federal Airports Authority of Nigeria (FAAN)

gehören.

### Der Nigeria Integrated Infrastructure Master Plan (NIIMP)
Die Entwicklungspläne für den Sektor sind im Nigeria Integrated Infrastructure Master Plan (NIIMP) enthalten, einem 30-jährigen Masterplan aus dem Jahr 2014. Der NIIMP deckt alle Segmente ab und zielt darauf ab, multimodale Netze auszubauen sowie institutionelle, rechtliche und politische Richtlinien zu verbessern. Es wurden spezifische Ziele festgelegt, die in kurz-, mittel- und langfristigen Abständen erreicht werden sollen, darunter der Ausbau von Flughäfen, die Sanierung von Autobahnen sowie die Erweiterung und Sanierung von Eisenbahnstrecken.

### Segmente des Transport- und Lagersektors
Die NBS unterteilt den Transport- und Lagersektor in sechs Segmente:
- Straße,
- Schiene und Pipelines,
- Seeverkehr,
- Luftverkehr,
- Transportdienste sowie
- Post- und Kurierdienste.

Alle Segmente verzeichneten im zweiten Quartal 2020 einen starken Rückgang der Aktivitäten, nachdem Ende März desselben Jahres in Abuja, Lagos und Ogun Abriegelungsmaßnahmen verhängt worden waren, um die Ausbreitung von Covid-19 einzudämmen. Dies schränkte die Bewegungsfreiheit von mehr als 25 Millionen Menschen ein, während andere Staaten ähnliche Gesundheitsmaßnahmen verhängten. Die größten Rückgänge im Vergleich zum Vorquartal verzeichneten der Schienenverkehr (63,3 %), der Luftverkehr (54,4 %) und der Straßenverkehr (51,5 %). Insgesamt schrumpfte der Sektor Verkehr und Lagerhaltung im Jahr 2020 um 22,3 % und kehrte damit die Zuwächse von 13,9 % und 10,7 % in den Jahren 2018 und 2019 um.

## Straßen und Brücken

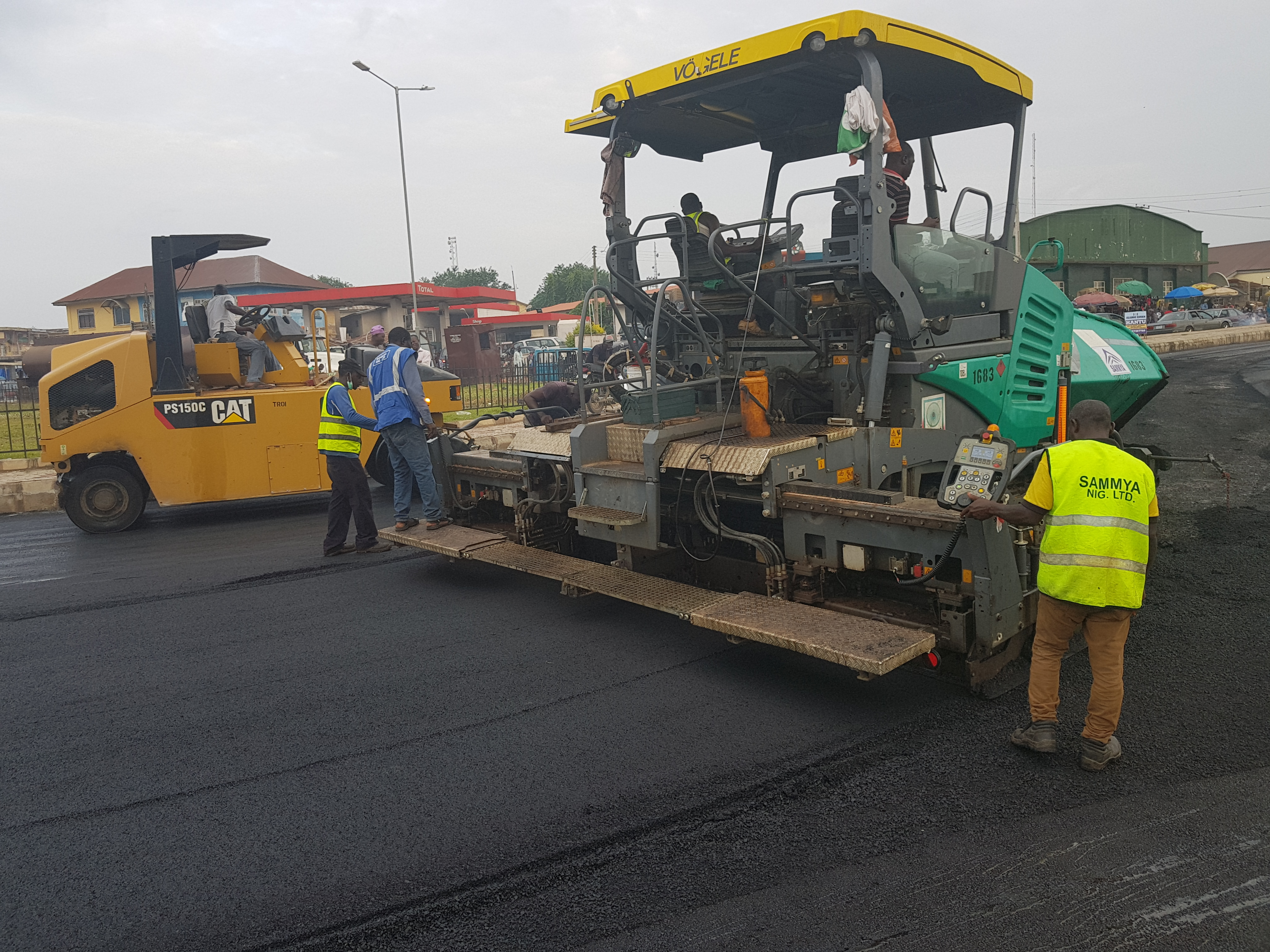
Straßenarbeiten in Nigeria

### Straßen
Nigerias Straßen und Autobahnen bilden das Rückgrat des nigerianischen Verkehrsnetzes, da laut Masterplan 90 % des gesamten Personen- und Güterverkehrs über diese Verkehrsadern abgewickelt werden. Da es sich hierbei um den größten Bereich handelt, der im Jahr 2020 mit N2,4 Billionen (6,4 Mrd. $) zum BIP beiträgt, gegenüber N2,7 Billionen (7,2 Mrd. $) im Vorjahr, konzentriert sich die Regierung sowohl auf die Instandhaltung bestehender Straßen – von denen viele in schlechtem Zustand oder unbefestigt sind – als auch auf den Bau neuer Straßen. Zu diesem Zweck sind im Haushalt 2021 168 Mrd. N (451,2 Mio. $) für den Bau, die Sanierung und die Dualisierung von Straßen vorgesehen. Darüber hinaus sind 54 Mrd. N (144,2 Mio. $) für den Bau und die Renovierung von Brücken und 4 Mrd. N (10,7 Mio. $) speziell für die Sanierung einer Festlandbrücke in Lagos vorgesehen. Die Regierung hat sich bemüht, private Partner und Investitionen für die Durchführung und Finanzierung wichtiger Projekte zu gewinnen. So erhielt beispielsweise die Dangote Group für die Apapa-Oshodi-Oworonshoki-Ojota Schnellstraße im Rahmen eines Regierungsprogramms, das privaten Unternehmen Anreize wie Steuererleichterungen für die Durchführung notwendiger Straßenbauarbeiten bietet, einen Steuernachlass über zehn Jahre in Höhe von 73 Mrd. N (194,9 Mio. $).

### Brücken

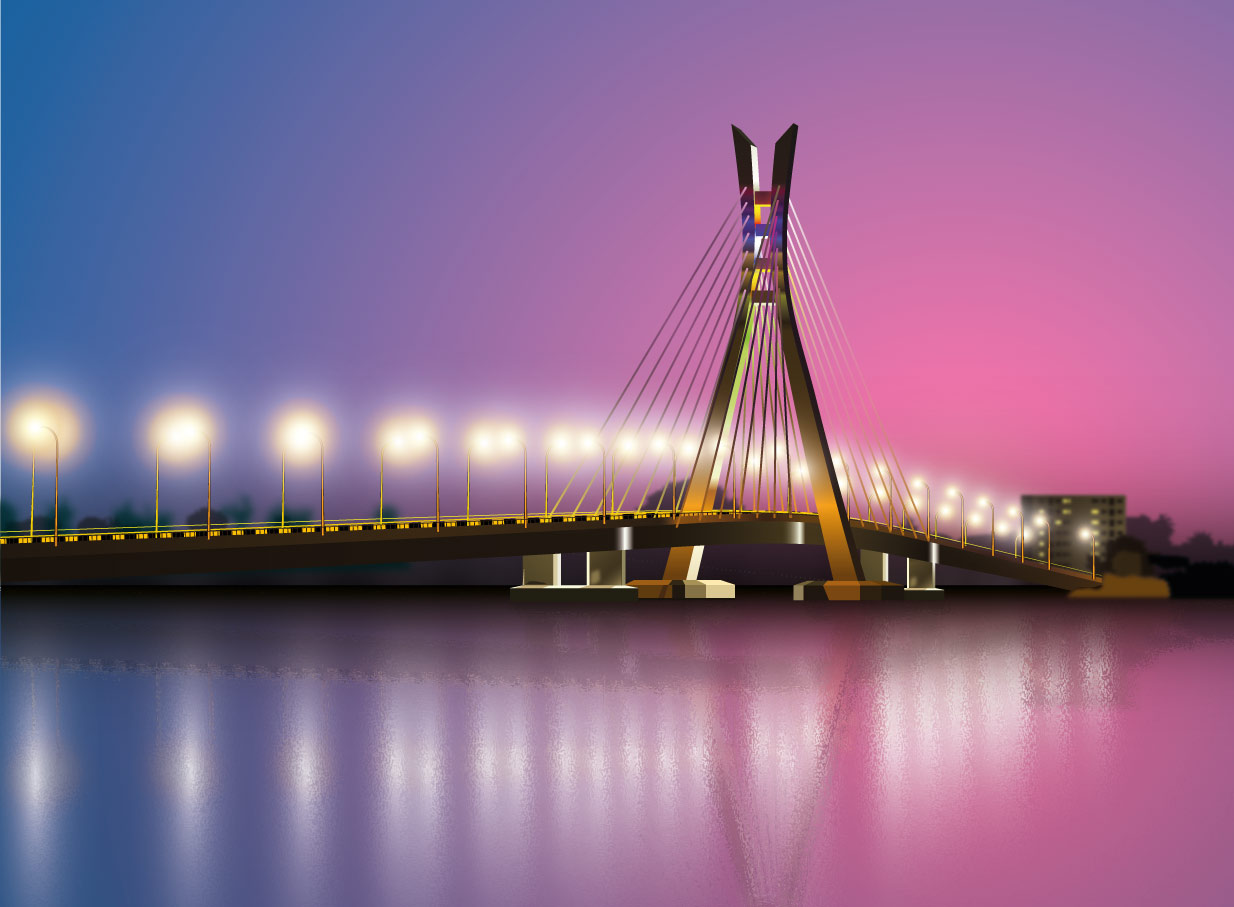
Die dritte Festlandbrücke in Lagos

Im Jahr 2022 werden landesweit siebenunddreißig Brücken gewartet und repariert, von denen einige schon seit Jahrzehnten fällig sind, darunter
- die Brücke vom Festland nach Bonny Island, von der aus das gleichnamige Rohöl verladen wird,[3]
- das Loko-Oweto-Brückenprojekt,
- die dritte Festlandbrücke in Lagos,
- die Murtala-Mohammed-Brücke in Koton Karfi und
- die Isaac-Boro-Brücke in Port Harcourt.

Weitere Projekte sind
- die Chanchangi-Brücke im Bundesstaat Niger und
- die Tambuwara-Brücke in Kano.[4]

Nach jahrzehntelangen politischen Diskussionen steht die zweite Niger-Brücke bei Onitsha kurz vor ihrer Fertigstellung (Stand Mai 2022).

## Schienenverkehr

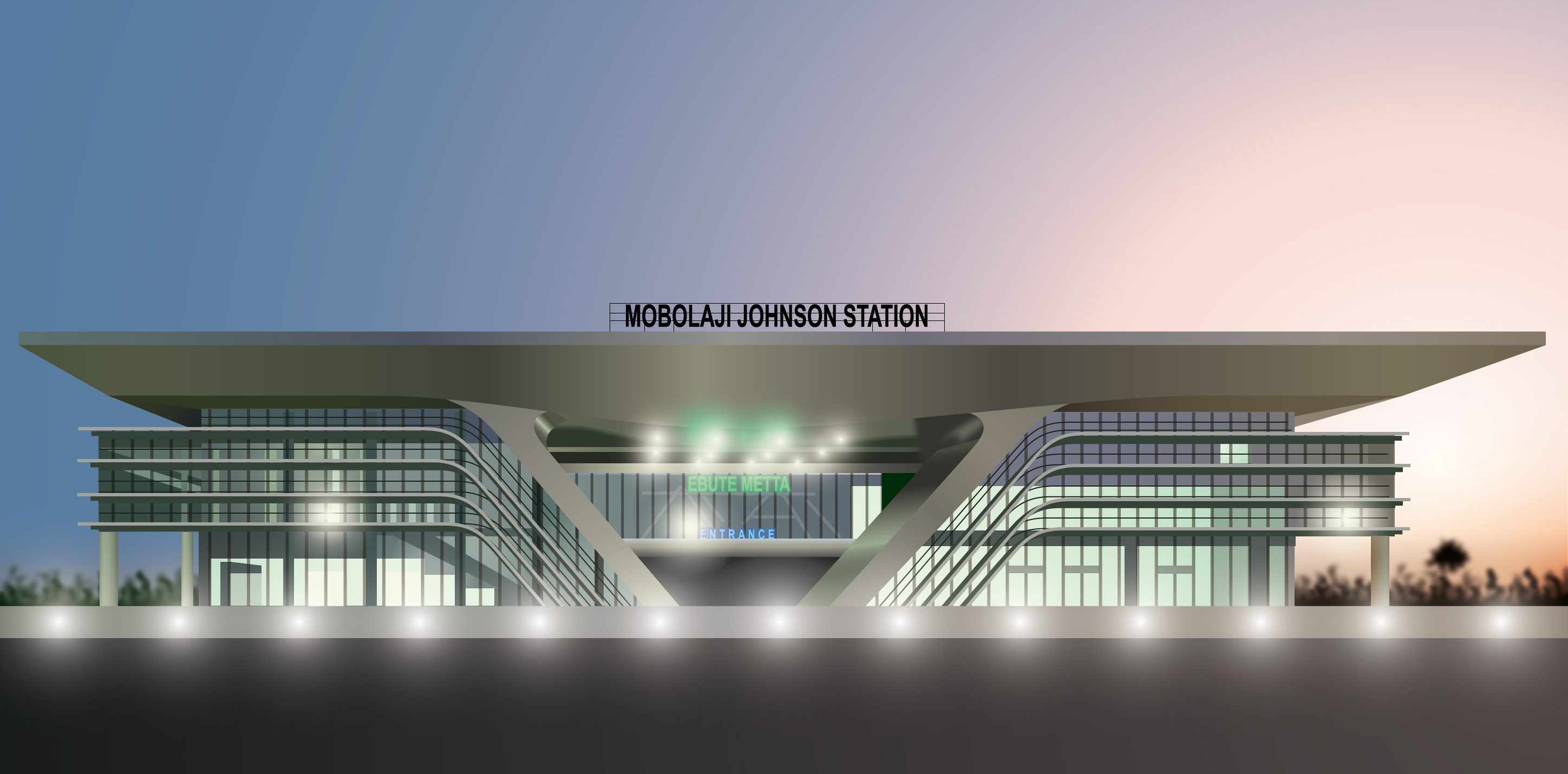
Der neue Hauptbahnhof von Lagos, "Mobolaji Johnson"

Im Masterplan wurde 2015 festgestellt, dass das Netz "fast vollständig saniert oder neu gebaut werden muss". Langfristig sollen die Strecken zu einem multimodalen System ausgebaut werden, das mit Einrichtungen wie Häfen und Flughäfen verbunden ist. Die Prioritätensetzung für die Entwicklung des Schienenverkehrs wurde fortgesetzt: Im Haushalt 2021 sind 71,2 Mrd. N (3,2 Mio. $) für den Bau und 11,6 Mrd. N (31 Mio. $) für die Sanierung von Schienenwegen vorgesehen.
Die NRC ist für den landesweiten Schienenverkehr – sowohl für den Güter- als auch für den Personenverkehr – zuständig, wobei der Privatsektor kaum beteiligt ist. Nach den jüngsten Daten der NBS beförderte das Eisenbahnsystem 2017 2,6 Mio. Fahrgäste, 2018 3 Mio. und im ersten Quartal 2019 723.995. Die Einnahmen aus Fahrkarten für Fahrgäste beliefen sich auf 1,2 Mrd. N (3,2 Mio. $) und 1,9 Mrd. N (5,1 Mio. $) für 2017 bzw. 2018 und 520,8 Mio. N (1,4 Mio. $) für die ersten drei Monate 2019. Was die Fracht betrifft, so wurden 2017 141.186 Tonnen mit einem Umsatz von 374 Mio. N (999.000 $) bewegt – Zahlen, die 2018 um 132 % bzw. 32 % stiegen. Im ersten Quartal 2019 wurden 54.100 Tonnen auf der Schiene befördert, was zu Einnahmen von 102,6 Mio. N (274.000 USD) führte.

## Häfen

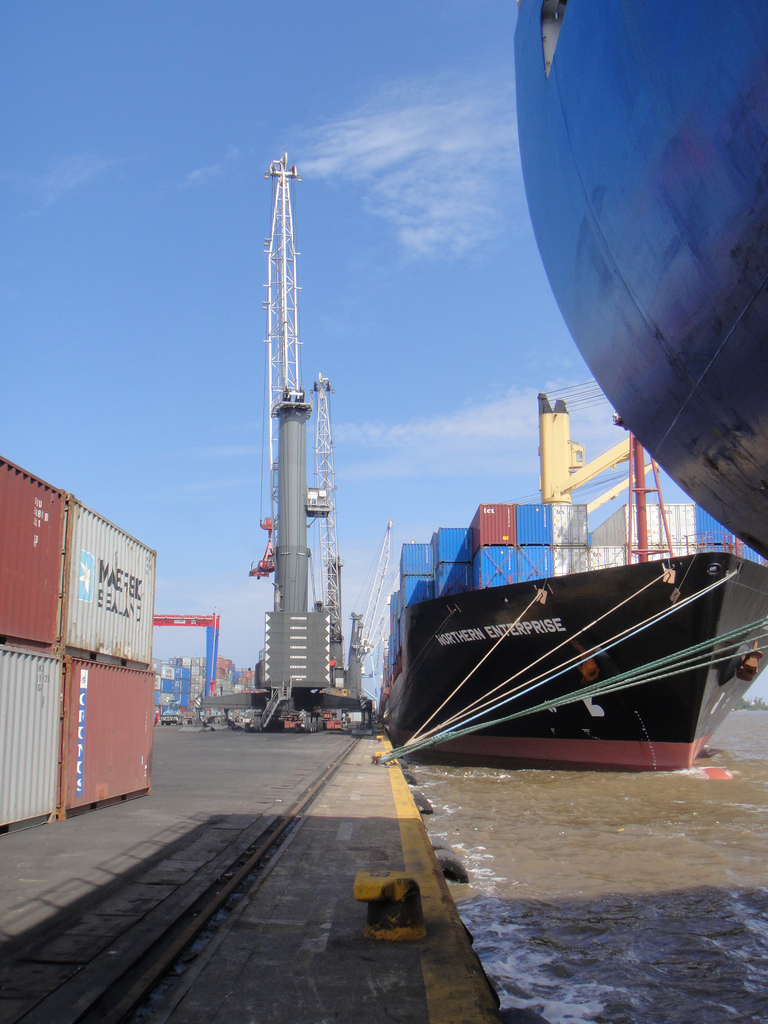
Hafen von Apapa

Die sechs nigerianischen Seehäfen sind:
- Apapa Port und Tin Can Island Port im Staat Lagos,
- Onne Port und Port Harcourt im Staat Rivers,
- Warri Port im Staat Delta und
- Calabar Port im Staat Cross River.

Nach den jüngsten von der NPA veröffentlichten Daten stieg die eingehende Tonnage in allen Häfen von rund 9 Mio. Tonnen im Jahr 2016 auf 10,4 Mio. im Jahr 2017 und 10,9 Mio. im Jahr 2018, wobei im ersten Quartal 2019 2,8 Mio. Tonnen verzeichnet wurden. Die ausgehende Tonnage stieg im gleichen Zeitraum ebenfalls an, und zwar von 2,1 Mio. im Jahr 2016 auf 2,3 Mio. im Jahr 2017 und 2,4 Mio. im Jahr 2018. In den nigerianischen Häfen wurden in den ersten drei Monaten des Jahres 2019 rund 487.000 Tonnen verschifft. Anders als im Schienenverkehr spielt der Privatsektor im Hafenbereich eine bedeutende Rolle. Die Privatisierung des Hafenbetriebs begann Ende 2003, und heute ist der Privatsektor in Bereichen wie Frachtumschlag, Lagerhaltung, Entwicklung und Instandhaltung von Hafenstrukturen, Sicherheit und Gefahrenabwehr in den Terminals sowie Schleppen, Festmachen, Bunkern und Reparatur von Schiffen tätig.

### Der zukünftige Hafen von Lekki
Ein bemerkenswertes maritimes Projekt ist der Lekki-Hafen in der Freihandelszone von Lagos. Die Arbeiten an Lekki, dem ersten Tiefseehafen Nigerias und der tiefsten Anlage dieser Art in Afrika südlich der Sahara, sollen 2022 abgeschlossen sein. Der Hafen wird dazu beitragen, die steigende Nachfrage nach Containern in Nigeria zu befriedigen, für die zwischen 2016 und 2025 eine durchschnittliche jährliche Wachstumsrate von 12,9 % prognostiziert wird. Nach Angaben von Lekki Port LFTZ Enterprise, dem Entwickler des Hafens, wird der Hafen 170 000 Arbeitsplätze schaffen und der Regierung Einnahmen in Höhe von 200 Mrd. USD bringen. Der Tiefseehafen wird eine Kapazität von 2,7 Mio. TEU pro Jahr haben und über drei Liegeplätze für Container, drei Liegeplätze für Flüssigkeiten und einen Liegeplatz für Schüttgut verfügen. Der Tiefgang wird 16,5 m betragen und der Wendekreis beträgt 600 m.

## Luftverkehr

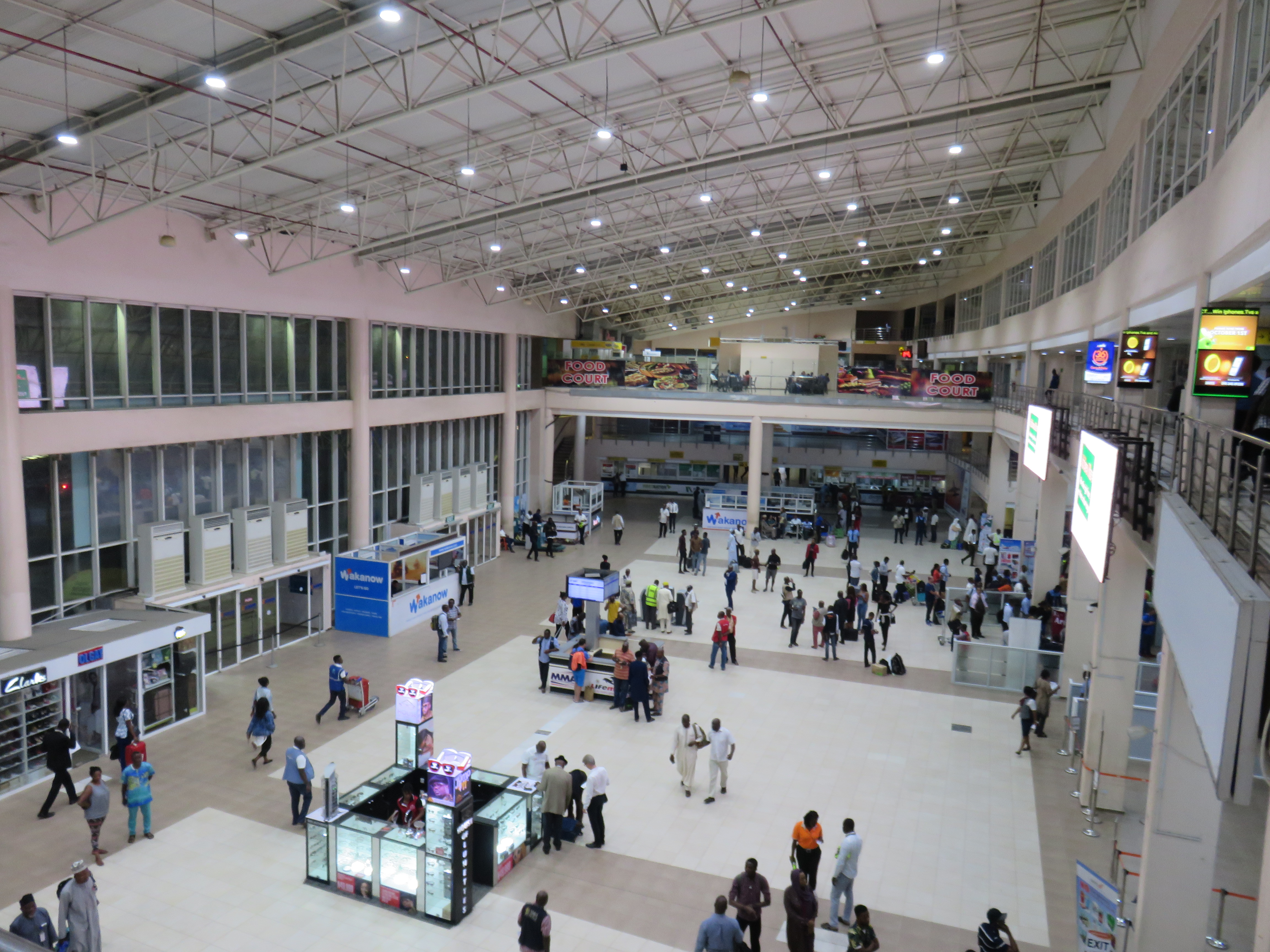
Flughafen "Murtala Muhammed" in Lagos

Die Luftverkehrsbranche war von der Pandemie besonders betroffen, da viele Länder ihre Grenzen an verschiedenen Punkten im Jahr 2020 schlossen, um die Ausbreitung des Virus einzudämmen. Der nigerianische Luftverkehr begann die Pandemie in einer relativ starken Position, so die FAAN. Die 30 nigerianischen Flughäfen verzeichneten 2019 insgesamt 8,8 Mio. Ankünfte, während 8,7 Mio. Abflüge registriert wurden. Dies entspricht einem Anstieg von 7,4 % gegenüber den 16,4 Mio. Passagierbewegungen im Jahr 2018. Unterdessen wuchs der Frachtverkehr im Jahr 2019 von 164,9 Mio. kg im Jahr 2018 auf 174,9 Mio. kg, während die Luftpost von 47,3 Mio. kg auf 55,6 Mio. kg anstieg. Auf die Inlandsterminals der Flughäfen in Abuja und Lagos entfielen 2019 jeweils 25 % der Passagier- und 30 % der Flugbewegungen, während auf dem Murtala Muhammed International Airport (MMIA) in Lagos 81 % des gesamten Frachtaufkommens abgewickelt wurden.
Zu den vorrangigen Luftfahrtprojekten im Haushalt 2021 gehören 10 Mrd. N (26,7 Mio. $) für eine zweite Start- und Landebahn am Nnamdi Azikiwe International Airport (NAIA) in Abuja, 1 Mrd. N (2,7 Mio. $) für ein neues Terminalgebäude am Flughafen in Enugu und 900 Mio. N (2,4 Mio. $) für die Verlängerung und Erneuerung der Start- und Landebahn am MMIA. Die Verlegung einer zweiten Start- und Landebahn am NAIA folgt auf die Eröffnung des neuen internationalen Terminals im Dezember 2018. Das Terminal ist das erste im Land, das an ein Schienensystem angeschlossen ist, wobei die Stadtbahn von Abuja die Passagiere ins Stadtzentrum bringt.

## Städtischer Nahverkehr

Stadtbahn in Lagos, "Blaue Linie"

Die Urbanisierung und die wachsende Bevölkerung des Landes belasten die Verkehrsnetze der Städte. Die Zahl der Einwohner von Lagos ist zwischen 2017 und 2020, als die Bevölkerung 14,8 Millionen erreichte, jährlich um mehr als 3 % gestiegen. Dieser Trend wird sich voraussichtlich fortsetzen, da die Bevölkerung der Stadt laut UN-Prognosen im Jahr 2030 20,6 Millionen Menschen erreichen wird. Die Bevölkerung der Hauptstadt Abuja lag 2020 bei etwa 3,4 Mio. Menschen, nachdem sie zwischen 2017 und 2020 um etwa 6 % pro Jahr gewachsen war, was zu einer geschätzten Einwohnerzahl von über 5,1 Mio. im Jahr 2030 führte.
Die Behörden haben dem schienengebundenen Nahverkehr in den städtischen Zentren Vorrang eingeräumt, um dieser wachsenden Nachfrage gerecht zu werden. Das NIIMP sieht die Einführung des Schienenpersonennahverkehrs in allen nigerianischen Städten mit einer Einwohnerzahl von mindestens einer Million bis zum Jahr 2043 vor, beginnend mit den Städten Abuja, Lagos, Kano, Kaduna und Port Harcourt. Zu den bemerkenswerten Projekten gehört die erste Phase des Stadtbahnsystems in Abuja – das erste derartige Schnellbahnsystem in Westafrika –, das im Juli 2018 in Betrieb genommen wurde. Langfristig soll das System über 292 km in sechs Linien verlaufen, aber bis Anfang 2021 war die 45 km lange Strecke vom NAIA ins Zentrum von Abuja die einzige in Betrieb befindliche Strecke.
In der Zwischenzeit gehen die Arbeiten am ersten Abschnitt des Lagos Rail Mass Transit Systems, der so genannten blauen Linie, weiter. Bei einer Testfahrt am 25. April 2022 kündigte der Gouverneur von Lagos, Sanwo-Olu, die Aufnahme des Betriebs auf der Blauen und der Roten Linie im Q1 2023 an.